# Tuta
Tuta, ранее Tutanota  (лат. tuitus notas  безопасное сообщение) — сервис веб-почты со встроенным шифрованием.

## История
Название Tutanota происходит от латинского и содержит слова "tuta" и "nota", что означает "защищенное сообщение". Компания Tutao GmbH была основана в 2011 году в Ганновере, Германия. В настоящее время обслуживает более 10 000 000 клиентов.
Цель разработчиков Tutanota - борьба за конфиденциальность электронной почты. Их идея приобрела еще большее значение, когда в июле 2013 года Эдвард Сноуден раскрыл программы массовой слежки АНБ, такие как XKeyscore.
С 2014 года программное обеспечение находится в открытом доступе и может быть рассмотрено сторонними разработчиками на GitHub.
В августе 2018 года Tutanota стала первым поставщиком услуг электронной почты, выпустившим свое приложение на F-Droid, устранив всю зависимость от проприетарного кода. Это стало частью полной переделки приложения, в ходе которой была устранена зависимость от GCM для уведомлений, заменив его на SSE. В новом приложении также был реализован поиск, 2FA и переработан пользовательский интерфейс.
С 14 февраля 2020 года сервис заблокирован на территории РФ по требованию Генпрокуратуры.
Тем не менее многие провайдеры оставили сервис доступным и им всегда можно пользоваться через VPN и TOR.
В конце 2020 года немецкий суд заставил почтового провайдера Tutanota установить бэкдор. Компания утверждает, что он применяется только при корректном постановлении немецкого суда, а также публикует отчёт о прозрачности и свидетельство канарейки.
7 ноября 2023 года Tutanota объявила о ребрендинге в просто Tuta.

## Характеристики
- Бизнес-модель исключает зарабатывание денег на рекламе. Вместо этого он полагается исключительно на пожертвования и премиальные подписки.[9]
- Открытый код, лицензия GPL v3.
- Встроенная поддержка шифрования всех данных.
- Бесплатный почтовый ящик с 1 Гб.
- Доступ к почтовым ящикам осуществляется через веб-интерфейс. Протоколы SMTP, POP3/IMAP не поддерживаются и поддержка не планируется[10]
- Поддержка мобильных устройств на Android и iOS.
- Возможность посмотреть дату и время последнего успешного входа в почтовый ящик пользователя.
- Счётчик числа неудачных попыток входа.
- Возможность использования премиум-аккаунта с расширенными возможностями, со временем планируется дополнительное место (10Гб, 100Гб или 1Тб)[11]. Также есть бизнес аккаунты.
- С декабря 2017 года внедрен полнотекстовый безопасный локальный поиск по зашифрованному содержимому почтового ящика.[12]
- Бесплатные почтовые ящики удаляются после 6 месяцев неиспользования[13].